# 1984 v športu
1984 v športu. 
 
Olimpijsko leto. Poletne so se odvile v Los Angelesu, ZDA, zimske pa v Sarajevu, SFRJ.

## Avto - moto šport
- Formula 1: Niki Lauda, Avstrija, McLaren – TAG, slavi s petimi zmagami in 72 točkami, konstruktorski naslov je šel prav tako v roke moštvu McLaren – TAG, ki je osvojilo 143,5 točke
- 500 milj Indianapolisa: slavil je Rick Mears, iz ZDA, z bolidom March/Cosworth, za moštvo Penske Cars[1]

## Kolesarstvo
- Tour de France 1984: Laurent Fignon, Francija
- Giro d'Italia: Francesco Moser, Italija

## Košarka
- Pokal evropskih prvakov: Virtus Roma
- NBA: Boston Celticsi  slavijo s 4 – 3 v zmagah nad Los Angeles Lakers, MVP finala je Larry Bird[2]
- Olimpijske igre, moški – ZDA so osvojile zlato pred srebrno Španijo, bron je osvojila ekipa Jugoslavije[3]

## Nogomet
- Pokal državnih prvakov: Liverpool slavi nad A.S. Roma po izvajanju enajstmetrovk, po rednem delu je bilo 1-1[4]
- Evropsko prvenstvo v nogometu – Francija 1984: Francija premaga s 2 – 0 Španijo[5]

## Smučanje
- Alpsko smučanje: 
  - Svetovni pokal v alpskem smučanju, 1984: 
    - Moški: Pirmin Zurbriggen, Švica[6]
    - Ženske: Erika Hess, Švica[7]

  - Alpsko smučanje na Zimskih olimpijskih igrah – Sarajevo 1984: 
    - Moški:
    - Slalom: Phil Mahre, ZDA
    - Veleslalom: Max Jullen, Švica
    - Smuk: Bill Johnson, ZDA
    - Ženske:
    - Slalom: Paoletta Magoni, Italija
    - Veleslalom: Debbie Armstrong, ZDA
    - Smuk: Michela Figini, Švica
- Nordijsko smučanje: 
  - Svetovni pokal v smučarskih skokih 1984: 
    - Moški: 1. Jens Weißflog, Nemčija, 2. Matti Nykänen, Finska, 3. Pavel Ploc, Češkoslovaška[8]
    - Pokal narodov: 1. Finska, 2. Vzhodna Nemčija, 3. Češkoslovaška

  - Smučarski skoki na Zimskih olimpijskih igrah – Sarajevo 1984: 
    - Manjša skakalnica: Jens Weissflog, Vzhodna Nemčija
    - Večja skakalnica: Matti Nykänen, Finska

## Tenis
- Turnirji Grand Slam za moške:
  - 1. Odprto prvenstvo Avstralije: Mats Wilander, Švedska[9]
  - 2. Odprto prvenstvo Francije:  Ivan Lendl, Češkoslovaška
  - 3. Odprto prvenstvo Anglije – Wimbledon: John McEnroe, ZDA[10]
  - 4. Odprto prvenstvo ZDA: John McEnroe, ZDA
- Turnirji Grand Slam za ženske:
  - 1. Odprto prvenstvo Avstralije:  Chris Evert, ZDA[11]
  - 2. Odprto prvenstvo Francije:  Martina Navratilova, ZDA
  - 3. Odprto prvenstvo Anglije – Wimbledon: Martina Navratilova, ZDA[12]
  - 4. Odprto prvenstvo ZDA: Martina Navratilova, ZDA
- Davisov pokal: Švedska slavi s 4-1 nad ZDA[13]
- Tenis na olimpijskih igrah, 1984: 
  - Moški posamično: Stefan Edberg, Švedska
  - Ženske posamično: Steffi Graf, Nemčija

## Hokej na ledu
- NHL – Stanleyjev pokal: Edmonton Oilers  slavijo s 4 proti 1 napram  New York Islanders
- Olimpijada – zlata Sovjetska Zveza slavi pred srebrno Češkoslovaško, tretja in bronasta je Švedska

## Rojstva
- 23. januar: Arjen Robben, nizozemski nogometaš
- 25. januar: Robinho, brazilski nogometaš
- 5. februar: Carlos Tévez, argentinski nogometaš
- 7. februar: Jessica Monika Lindell-Vikarby, švedska alpska smučarka
- 21. februar: Erazem Lorbek, slovenski košarkar
- 14. marec: Andrej Tavželj, slovenski hokejist
- 20. marec: Fernando Torres, španski nogometaš
- 26. marec: Felix Neureuther, nemški alpski smučar
- 30. marec: Marcos Tavares, brazilski nogometaš
- 1. april: Jure Dobelšek, slovenski rokometaš
- 11. april: Žan Košir, slovenski deskar na snegu
- 11. april: Nikola Karabatić, francoski rokometaš
- 17. maj: Andreas Kofler, avstrijski smučarski skakalec
- 24. maj: Vid Kavtičnik, slovenski rokometaš
- 8. junij: Javier Mascherano, argentinski nogometaš
- 9. junij: Wesley Sneijder, nizozemski nogometaš
- 14. julij: Samir Handanović, slovenski nogometaš
- 18. julij: Kathrin Hölzl, nemška alpska smučarka
- 1. avgust: Bastian Schweinsteiger, nemški nogometaš
- 31. avgust: Ted Ligety, ameriški alpski smučar
- 6. september: Andraž Kirm, slovenski nogometaš
- 6. september: Luc Abalo, francoski rokometaš
- 7. september: Andrej Hebar, slovenski hokejist
- 18. september: Adrien Théaux, francoski alpski smučar
- 27. september: Dalibor Stevanović, slovenski nogometaš
- 5. oktober: Zlatko Dedić, slovenski nogometaš
- 21. november: Andrej Hočevar, slovenski hokejist
- 24. november: Maria Höfl-Riesch, nemška alpska smučarka
- 27. november: Lindsey Van, ameriška smučarska skakalka
- 5. december: Lucija Polavder, slovenska judoistka
- 12. december: Daniel Agger, danski nogometaš
- 12. december: Therese Kristina Borssén, švedska alpska smučarka
- 30. december: LeBron James, ameriški košarkar

## Smrti
- 10. januar: Charles Fasel, švicarski hokejist (* 1898)
- 20. januar: Johnny Weissmuller, ameriški plavalec (* 1904)
- 22. februar: Wilhelm Müller, nemški rokometaš (* 1909)
- 26. februar: Joe Kuhel, ameriški upravnik in bejzbolist slovenskih korenin (* 1906)
- 9. marec: Arnold Martignoni, švicarski hokejist (* 1901)
- 9. marec: Kristian Johansson, norveški smučarski skakalec (* 1909)
- 26. april: Helge Løvland, norveški atlet (* 1890)
- 27. april: Keijo Kuusela, finski hokejist (* 1921)
- 19. maj: Bill Holland, ameriški avtomobilistični dirkač (* 1907)
- 15. junij: Betsy Baxter Snite-Riley, ameriška alpska smučarka, (* 1938)
- 24. junij: Clarence Campbell, hokejski sodnik in bivši predsednik lige NHL (* 1905)
- 4. avgust: Donald Johnston, ameriški veslač (* 1899)
- 13. avgust: Tigran Petrosjan, armenski šahist (* 1929)
- 8. september: Johnnie Parsons, ameriški dirkač Formule 1 (* 1918)
- 1. oktober: Hellé Nice, francoska dirkačica (* 1900)
- 11. oktober: Manuel Alonso, španski tenisač (* 1895)